# 플란데런 민란
1323년~1328년 플란데런 농민 반란, 역사적 기록에서는 때때로 플란데런 해안 봉기(네덜란드어: Opstand van Kust-Vlaanderen, 프랑스어: soulèvement de la Flandre maritime)로 불리며, 중세 말 유럽의 민란 중 하나였다. 1323년 말 산발적인 농촌 폭동으로 시작되어, 농민 봉기는 1328년까지 거의 5년 동안 플란데런의 공공 업무를 지배하는 전면적인 반란으로 확대되었다. 플란데런에서의 봉기는 플란데런 백작 루이 1세가 부과한 과도한 세금과 그의 친프랑스 정책으로 인해 발생했다. 이 봉기에는 도시 지도자와 농촌 세력이 참여하여 1325년까지 플란데런의 대부분을 장악했다.
반란은 람페르니스 출신의 부유한 농부 니콜라스 잔네킨이 이끌었다. 잔네킨과 그의 부하들은 니우포르트, 푀르너, 이퍼르, 코르트레이크를 점령했다. 코르트레이크에서 잔네킨은 백작 자신을 사로잡았다. 1325년, 헨트와 아우데나르더를 점령하려는 시도는 실패했다. 프랑스 국왕 샤를 4세가 개입했다. 루이는 1326년 2월 감금에서 풀려났고, 아르크 평화조약이 체결되었다. 평화는 곧 깨졌고, 더 많은 적대 행위가 발생하자 백작은 프랑스로 도피했다. 루이는 그의 새로운 군주인 필리프 6세를 설득하여 도움을 받게 되었고, 잔네킨과 그의 추종자들은 카셀 전투에서 프랑스 왕실군에 의해 결정적으로 패배했다.

## 세금에 대한 농민 봉기에서 전면적인 반란으로
1322년 9월, 늙은 백작 로베르 3세가 사망했다. 로베르의 아들이자 상속인인 루이 1세가 두 달 전에 사망했기 때문에, 백작의 자리는 그의 손자 루이에게 계승되었다. 루이는 따라서 두 달 만에 아버지와 할아버지로부터 느베르 백국과 플란데런 백국의 백작령을 상속받았고, 어머니의 이름으로 르텔 백작으로서 실질적인 권력을 쥐었으며, 1328년에는 공식적으로 르텔 백작령도 상속받아 프랑스에서 가장 강력한 영주 중 한 명이 되었다. 1320년, 루이는 프랑스의 마르그리트와 결혼했는데, 그녀는 필리프 5세와 부르고뉴 여백작 잔 2세의 둘째 딸이었다. 결혼 동맹과 루이 자신의 프랑스식 양육은 그가 할아버지 로베르 3세와 증조할아버지 기 1세의 반프랑스 정책을 포기하게 만들었다. 대신, 루이는 친프랑스적이고 반잉글랜드적인 정책을 시작했다. 이 정책들은 아티 쉬르 오르주 조약으로 인한 재정적 결과를 지불하기 위해 세금을 인상함으로써 플란데런 도시들의 경제에 해로웠다.
반란은 1323년 11월과 12월에 산발적인 농촌 폭동으로 시작되었는데, 이는 1323년의 흉작, 어려운 상사유치권, 백작에게 십일조와 세금을 지불하는 거부, 그리고 귀족과 권위에 대한 증오 때문이었다. 반란은 자크 페이트와 니콜라스 잔네킨과 같은 토지 소유 농민들이 이끌었다. 지역 귀족들도 합류했으며, 브뤼허 시장 빌렘 드 데켄이 반란의 지도자가 되었다.
잔네킨은 봉기가 확산된 브뤼허로 도망쳤다. 잔네킨은 루설라러, 포페링허, 니우포르트, 푀르너, 됭케르크, 카셀, 바유 등의 인접 도시들이 그에게 성문을 열어줌으로써 그의 대의를 위해 이 도시들을 얻었다. 새로운 플란데런 백작인 느베르의 루이는 1324년 1월 플란데런에 도착했지만, 반란을 진압할 군대가 없어 반란군과 협상하게 되었다. 1324년 4월, 성 안드레아 평화 조약이 체결되어 징수관들의 횡포에 대한 백성들의 불만 사항의 정당성을 인정했다.

## 백작의 권력에 대한 반란
기사의 노동자 살해와 코르트레이크에서 백작에 의한 브뤼허 시민 6명 체포 이후에도 동요는 계속되었다. 브뤼허 사람들은 무기를 들었고, 백작은 코르트레이크 주민들에게 사로잡혔다. 그는 브뤼허로 끌려갔고, 그곳에서 그의 동료들 중 몇 명이 1325년 6월 21일 처형되었다. 브뤼허 사람들은 플란데런의 로베르 3세의 막내아들이자 플란데런 백작의 삼촌인 카셀의 로베르를 플란데런의 섭정("루바르트")으로 선출하여 헨트에 대한 원정(1325년 7월 15일)을 이끌게 했고, 그들은 도시를 포위했다. 이퍼르와 헨트에서 쫓겨난 주민들이 합류하면서 반란군의 수는 증가했다.
샤를 4세는 플란데런에 대사들을 파견했다. 그들은 백작에 대한 평민들의 불만을 왕실 중재에 회부할 것을 제안했다. 협상의 전제 조건으로 반란군은 헨트의 항복을 요구했다. 왕은 헛되이 카셀의 로베르를 파리로 소환(1325년 9월 19일)하고 장 드 나무르를 "플란데런의 루바르트"로 임명했다. 11월 4일, 상리스 주교와 생 드니 수도원장은 왕의 요청으로 플란데런 반란군을 파문했고, 왕은 또한 군사적 개입을 위협했다. 파문 이후, 카셀의 로베르는 반란군과 관계를 끊고 왕의 편에 합류했다.
느베르 백작 루이는 크리스마스 전에 풀려났고, 1326년 2월 18일, 그는 브뤼허를 용서하고 플란데런 코뮌의 관습과 자유를 존중하겠다고 맹세했다. 그곳에서 그는 파리의 왕에게 갔다. 잠정적인 평화 조약은 왕의 대사들(아르크 평화조약)에 의해 마침내 체결되었고, 1326년 4월 19일 코르베유 근처 발 메리크에서 비준되었다. 4월 26일, 플란데런에 대한 금지령이 해제되었다.

## 필리프 6세의 진압

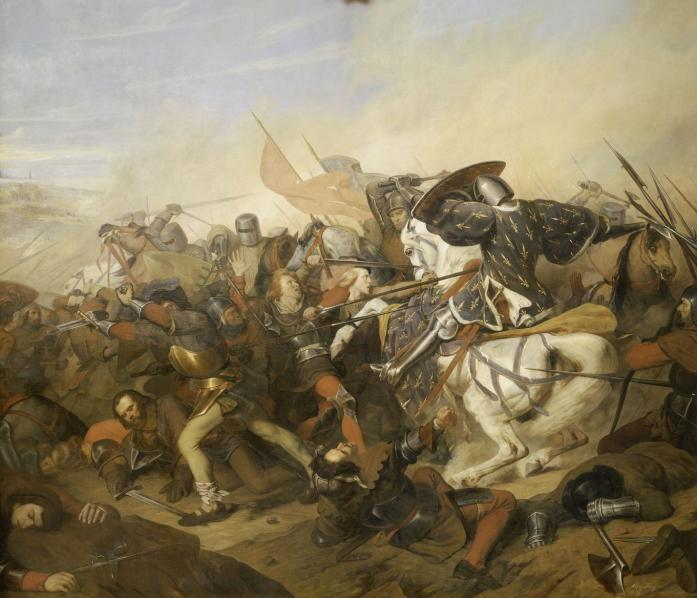
1837년 낭만주의 화가 헨드릭 셰퍼의 카셀 전투

샤를 4세의 사망 이후, 플란데런 지방 자치 단체의 반란은 1328년 2월에 다시 폭발했다. 느베르의 루이는 5월 29일 랭스에서의 대관식에서 새로운 국왕 필리프 6세에게 시민들에 대항하여 백작을 도와달라고 요청했다. 필리프는 원정을 조직하는 데 동의했고, 왕실 군대는 7월 22일 아라스에 집결하라는 소집을 받았다. 반란군은 탁 트인 시골에서 적과 싸울 만큼 충분한 병력을 모았고, 반란군은 카셀 전투에서 왕실 군대와 맞붙어 패배했으며, 잔네킨은 사망했다.
승리 후, 왕은 프랑스로 돌아가 브뤼허와 이퍼르 시민들 중에서 선행에 대한 인질을 잡았다. 브뤼허 시장 빌렘 드 데켄은 프랑스로 송환되어 파리에서 처형되었다.
플란데런 백작은 반역자들을 처벌할 책임을 맡았다. 브뤼허, 이퍼르, 코르트레이크, 딕스무이더, 푀르너, 오스텐더, 아르덴뷔르흐, 이선디커, 덴데르몬더, 헤라르츠베르헌 등의 도시는 막대한 벌금을 내도록 선고받았다. 카셀 전투에 참여한 사람들의 재산은 몰수되어 백작의 충실한 지지자들에게 분배되었다. 헨트를 제외한 모든 도시의 특권은 취소되거나 제한되었다. 브뤼허에서는 시민들이 말레 성에서 백작을 만나 무릎을 꿇고 자비를 간청하도록 강요받았다. 이퍼르에서는 종탑의 종이 부서졌다. 마침내 1328년 12월 20일자 편지를 통해 프랑스 국왕은 브뤼허, 이퍼르, 코르트레이크의 요새를 파괴할 것을 명령했다.

## 여파
백년 전쟁이 시작되었을 때, 루이는 백국이 잉글랜드에 경제적으로 의존하고 있음에도 불구하고 친프랑스 정책을 고수했다. 그의 행동은 잉글랜드의 양모 무역 보이콧으로 이어졌고, 이는 야코프 판 아르테벨데의 지휘 아래 새로운 봉기를 촉발했다. 1339년, 백작은 플란데런 영지를 떠났고, 다시는 돌아오지 않았다. 루이는 1346년 크레시 전투에서 전사했다.

## 역사학
벨기에의 역사가 앙리 피렌은 1900년에 반란에 대한 첫 번째 주요 역사 연구인 'Le soulèvement de la Flandre maritime de 1323-1328'("1323~1328년 플란데런 해안 봉기")를 출판했다. 미국의 역사가 윌리엄 H. 테브레이크는 1993년에 'A Plague of Insurrection: Popular Politics and Peasant Revolt in Flanders, 1323-1328'이라는 책을 출판했다.